# Машадо да Силва, Эрнесто Дуарте
Эрнесто Дуарте Машадо да Силва (порт.-браз. Ernesto Duarte Machado da Silva; 30 сентября 1900, Рио-де-Жанейро — неизвестно) — бразильский футболист, нападающий.

## Карьера
Эрнесто Машадо начал карьеру в клубе «Флуминенсе», где дебютировал 4 ноября 1917 года в матче с «Кариокой». 15 ноября того же года забил первый мяч за клуб, поразив ворота «Фламенго» (3:3). По итогам сезона команда выиграла чемпионат штата Рио-де-Жанейро. Через год «Флуминенсе» повторил это достижение, а сам Эрнесто с девятью голами стал третьим бомбардиром команды, уступив лишь Зезе и Гарри Уэлферу. А в 1919 году клуб в третий раз подряд победил в розыгрыше чемпионата. Машадо забил в розыгрыше 20 мячей, став третьим бомбардиром соревнования. 9 июля 1922 года Машадо сделал хет-трик во встрече с Бангу (4:1). Эти голы стали последними, забитыми Эрнесто в составе команды. А 16 июля того же года он провёл последнюю игру за клуб против «Ботафого». Всего за «Флуминенсе» он провёл 89 матчей и забил 62 гола.
Завершив игровую карьеру, Машадо занялся политикой. Он был членом Бразильской рабочей партии. А с 1943 по 1945 год занимал пост мэра Сан-Фиделиса. Именем Эрнест назван один из районов Сан-Фиделиса.

## Международная статистика
| Матчи Эрнесто Машадо за сборную Бразилии | Матчи Эрнесто Машадо за сборную Бразилии | Матчи Эрнесто Машадо за сборную Бразилии | Матчи Эрнесто Машадо за сборную Бразилии | Матчи Эрнесто Машадо за сборную Бразилии | Матчи Эрнесто Машадо за сборную Бразилии | Матчи Эрнесто Машадо за сборную Бразилии |
| ---------------------------------------- | ---------------------------------------- | ---------------------------------------- | ---------------------------------------- | ---------------------------------------- | ---------------------------------------- | ---------------------------------------- |
| №                                        | Дата                                     | Место проведения                         | Оппонент                                 | Счёт                                     | Голы                                     | Турнир                                   |
| 1                                        | 2 октября 1921                           | Буэнос-Айрес                             | Аргентина                                | 0:1                                      | —                                        | Чемпионат Южной Америки                  |
| 2                                        | 12 октября 1921                          | Буэнос-Айрес                             | Парагвай                                 | 3:0                                      | 2                                        | Чемпионат Южной Америки                  |
| 3                                        | 23 октября 1921                          | Буэнос-Айрес                             | Уругвай                                  | 1:2                                      | —                                        | Чемпионат Южной Америки                  |

## Достижения
- Чемпион штата Рио-де-Жанейро: 1917, 1918, 1919